# Amazonsaurus maranhensis
Amazonsaurus maranhensis ("lagarto del Amazonas de Maranhão") es la única especie conocida del género extinto Amazonsaurus de dinosaurio saurópodo diplodocoide, que vivió a mediados del período Cretácico, hace aproximadamente 100 millones de años, en el Albiense, en lo que hoy es Sudamérica.

## Descripción
A pesar de ser unos de los últimos diplodocoides y que entre estos existirán algunos de los más gigantescos dinosaurios conocidos, Amazonsaurus era un saurópodo herbívoro relativamente pequeño, con un largo cuello, una cola con forma de látigo y un largo aproximado de 11 metros, un alto de 4,5 metros y solo 10 toneladas de peso.

## Descubrimiento e investigación
Los restos se han encontrado cerca de un río en la formación Itapecuru, cuenca del Parnaíba, que se encuentra en la región de Itapecuru-Mirim, estado de Maranhão, Brasil. Los estudios en esta área se han realizado desde hace 40 años por el profesor de la UFRJ, Cândido Simões, que en 1991 encontró la vértebras del Amazonasaurus. Se encontraron unos 100 fragmentos, la mayoría las espinas neurales, permitiendo a los investigadores de la UFRJ, Ismar de Souza Carvalho, Leonardo dos Santos Avilla, y el argentino Leonardo Salgado, identificar las nuevas especies que pertenecen a la superfamilia de saurópodos llamada Diplodocoidea. En el sitio también se han encontrado otros fósiles, pero debido a las condiciones ambientales, las lluvias repentinas y frecuentes, se perdieron algunos materiales, siendo identificado solamente algunos dientes fósiles de dinosaurios carnívoros, pero no se sabe qué especies habrían pertenecido.
A pesar de que otros dinosaurios se han encontrado en el interior de Brasil, éste es el primer género nombrado del territorio de la Cuenca del Amazonas. El nombre genérico se deriva de la región amazónica brasileña y el término griego; sauros (" lagarto"). Hay una especie nombrada, A. maranhensis (se pronuncia marañensis en portugués), de las cuales se debe al estado brasileño de Maranhão. El género y las especies fueron nombrados en 2003 por los paleontólogos brasileños Ismar de Souza Carvalho y Leonardo dos Santos Avilla, y su colega de Argentina, Leonardo Salgado.
Los fósiles de Amazonsaurus, incluyen y vértebras de la cola y lomo, costillas, y los fragmentos de la pelvis, es el único dinosaurio identificable a nivel genérico de la Formación Itapecuru de Maranhão. Esta formación geológica data de Aptiense y Albiense del Cretácico inferior, hace alrededor de 125 a 100 millones de años. Amazonsaurus fue recuperado en sedimentos que fueron interpretados por los geólogos como terreno aluvional que se depositó cerca de un delta de río.

## Clasificación
Las altas espinas dorsales de las vértebras de la cola identifican a Amazonsaurus como un saurópodo diplodocoide, pero la naturaleza fragmentaria del único espécimen conocido hace difícil colocar A. maranhensis más específicamente dentro de la superfamilia Diplodocoidea. Sin embargo, algunas características de estas vértebras sugieren que pueda ser un miembro tardío superviviente de una línea basal de diplodocoides. Por lo menos un análisis cladístico publicado muestra a Amazonsaurus como un individuo más derivado que los rebaquisáuridos, pero más basal que los dicreosáuridos y diplodócidos dentro de Diplodocoidea.

## Paleogeografía
Los diplodocoides basales se encuentran en varias partes de Suramérica, así como el norte de África, durante el Cretácico Inferior, al igual que los saurópodos titanosaurianos y los terópodos carcarodontosáuridos y espinosáuridos. A finales del Cretácico, los diplodócoides habían extinguido, mientras que los titanosáuridos proliferaron; igualmente los terópodos dominates fueron sustituidos por los abelisáuridos en los continentes meridionales durante el Cretácico Superior.
En el lugar del hallazgo también se encontraron restos de reptiles, moluscos terrestres de polen y de peces fósiles, lo que indica que la zona habitada por Amazonasaurus era una llanura que constantemente inundado de ríos y arroyos perennes y abundante fauna y flora. Los investigadores también especulan que Amazonasaurus podía nadar debido a su menor peso, con una característica ventajosa para que pueda defenderse de los depredadores o llegar en un entorno como este.